# Tajemnice domu towarowego
Tajemnice domu towarowego (org. За витриной универмага) – radziecka komedia sensacyjna z 1955 roku w reżyserii Samsona Samsonowa. 

## Opis fabuły
ZSRR lat 50. XX w. Do pewnego dużego domu towarowego zakłady odzieżowe dostarczają wybrakowany towar. Szef działu odzieżowego domu – Michaił, dbający o jakość dostarczanego klientowi towaru, popada w konflikt z dyrektorką zakładów Anną, dla której z kolei najważniejszą rzeczą jest wielkość produkcji i wykonanie planu. Wkrótce w samym dziale odzieżowym, którym kieruje Michaił wykryte zostają poważne nadużycia. Odpowiedzialnością za nie zostaje obarczony, jako kierownik, Michaił. Anna na wieść o tym próbuje mu pomóc, a pomiędzy dwojgiem tych ludzi nawiązuje się nić sympatii. Przypadek i zaangażowanie grupy młodych pracowników sklepu doprowadza wkrótce do wykrycia szajki sprytnych oszustów, którzy przy współpracy ze starszymi pracownikami domu zręcznie podmieniali nowe, droższe garnitury na tanie, stare. Złodzieje, przy współpracy milicji zostają ujęci, a Michaił oczyszczony z zarzutów może powrócić do pracy. Wszystkie te wydarzenia dają przy okazji początek poważniejszym uczuciom jakie rodzą się pomiędzy bohaterami opowieści: Michaiłem i Anną oraz ekspedientką Sonią i porucznikiem milicji Siemionem. 

## Obsada aktorska
- Iwan Dmitriew – Michaił Kryłow
- Natalia Miedwiediewa – Anna Adriejewa
- Mikaeła Drozdowska – ekspedientka Julia
- Oleg Anofrijew – Sława Sidorkin
- Swietłana Drużynina – Sonia Bozko
- Anatolij Kuzniecow –  porucznik milicji Siemion Maliutkin
- Gieorgij Szamszurin – dyrektor domu towarowego
- Walentyna Danczewa – Nina Siergiejewna
- Boris Tienin – Jegor Pietrowicz Bozko
- Natalia Tkaczowa – Halina Pietrowna Bozko
- Michaił Trojanowski – ekspedient Mazczenko
- Nina Jakowlewa – Wiera Briczkina
- Gieorgij Gieorgiu – Masłow
- Wiktor Arkasow – członek szajki złodziei
- Wasilij Bokariew – inspektor handlowy
- Nikołaj Grabbe – sierżant drogówki
- Nikita Kondratiew – klient domu towarowego obdarzony nietypowym wzrostem
- Boris Nowikow – klient napastujący Sonię
- Wiaczesław Gostinowski – spekulant
- Wiktor Matisen – pracownik zakładów odzieżowych
- Leonid Chmara – głos zza kadru

## Wersja polska
Reżyseria: Jerzy Twardowski

Wystąpili:
- Jan Świderski – Michaił Kryłow
- Barbara Rachwalska – Anna Andrejewa
- Maria Kaczmarkiewicz – Julia Pietrowa
- Bogusław Mach – Sława Sidorkin
- Zofia Perczyńska – Sonia Bozko
- Mirosław Szonert – porucznik milicji Siemion Maliutkin
- Julian Składanek – dyrektor domu towarowego
- Stanisław Łapiński – Jegor Pietrowicz Bozko
- Jadwiga Andrzejewska – Halina Pietrowna Bozko
- Kazimierz Opaliński – Mazczenko
- Wiesława Mazurkiewicz – Wiera Briczkina
- Stanisław Jaśkiewicz – Masłow

Źródło: 